# 부남로 (인천)
부남로(Bunam-ro)는 인천광역시 부평구 부평동에 있는 도로로, 총 연장은 0.291km이다. 도로의 명칭이 유래된 것은 이 지역을 "부남마을"이라고 부르던 옛 지명에서 유래되었다.

## 지리
- 주요 경유지 : 부평구 (부평동)
- 접촉하는 도로 : 동수로

## 비고
해당 도로는 주변에 재개발 지구인 부평4구역 재개발지구의 효성중공업, 진흥기업의 연합체로 구성된 부평역해링턴플레이스로 인해 폐쇄되면서 현재의 경인로884번길, 부남로24번길, 동수로52번길 등이 새로운 부남로로 부여할 가능성이 높다.